# Pepa (instrumento musical)

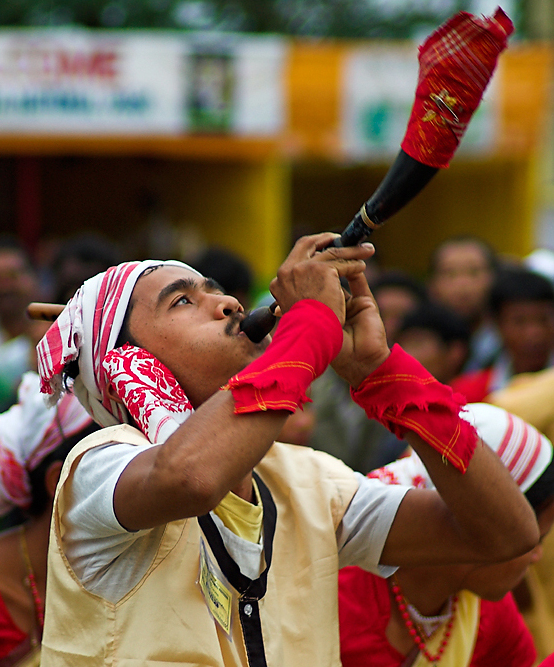
Un bailarín bihu soplando una pepa

La pepa (en assam: পেঁপা) es un instrumento musical de viento que se utiliza en la música tradicional de Assam, en la India.
Es de cuerpo muy corto, fabricado de un trozo de bambú o caña, y posee una lengüeta de diámetro pequeño en la boquilla; en su otro extremo, la caña se encuentra ensartada en un cuerno de búfalo.
Forma parte integral de la cultura de Assam.
Debido a que la población de búfalos en Assam se encuentra en disminución gradual a causa de la reducción de las tierras disponibles para pastoreo, cada vez es más difícil y costoso procurarse una pepa.